# ブルース・フローミング
ブルース・フローミング（Bruce Neal Froemming、1939年9月28日 - ）はメジャーリーグベースボールの元審判員。アメリカ合衆国ウィスコンシン州ミルウォーキー生まれ。2007年までの37年のメジャーリーグ在職期間は歴代最長タイである。

## 経歴・人物
セミプロでの短い期間の選手経験の後、1958年に18歳でプロの野球の審判員として活動し始めた。メジャー昇格前にフローミングは野球だけでなく高校のバスケットボールの試合を裁く審判員も務めていたことがあり、NBAの審判員としての推薦も受けたことがあったという。
1971年にマイナーのパシフィックコーストリーグを経てメジャーに昇格。大きな「ストライク」のコールが特徴で、マイナー時代からその手腕は注目されており、昇格には後に殿堂入りを果たす審判員であるアル・バーリックらの助言もあったという。1975年に初めてオールスターゲームに出場、翌1976年にはワールドシリーズの審判団の1人に選ばれ、第4戦では9回表にニューヨーク・ヤンキースのビリー・マーチン監督に退場を命じている。1988年にはナショナルリーグ審判員のクルーチーフを務めるようになった。自らの審判員としての活動のほかに、フローミングはフロリダ州でジョー・ブリンクマンが1998年まで主催していた審判学校の支援などを行っていた。
メジャーリーグ最長タイとなる37年の在職期間を経て、2006年に出場試合5000試合を達成、翌2007年に退職。同年21年ぶりにオールスターゲームに出場、球審を務めた。レギュラーシーズンの出場試合数が5000試合を超えた審判員は、2007年現在彼とビル・クレムの二人だけである。

## 審判歴
メジャーリーグ在籍：1971年～2007年（1999年まではナショナルリーグ在籍）
- 出場試合数：
  - レギュラーシーズン：5163試合
  - ディビジョンシリーズ：37試合（1981,1995,1996,1998,1999,2001-2003,2007年）
  - リーグチャンピオンシップ：52試合（1973,1977,1980,1982,1985,1989,1991,1993,1997,2000年）
  - ワールドリシーズ：22試合（1976,1984,1988,1990,1995年）
  - オールスターゲーム：3試合（1975,1986,2007年）

## 在職中の出来事
- 1997年6月1日のドジャーズとカージナルスの試合で、当時ドジャーズのルーキー二塁手だったウィルトン・ゲレーロ（ウラジミール・ゲレーロの兄）は内野ゴロを打った際、一塁に走らず何故かスイングして折れたバットの方へ走っていった。その試合の審判員の一人だったスティーブ・リプリーがこの行動を怪しみフローミングに報告する。バットは回収されエックス線検査が行われた結果、使っていたバットにコルクが入っていたことが発覚し、ゲレーロは8日間の出場停止処分となった。

- フローミングは2003年に日本で行われた開幕戦の審判を務める予定で、リーグ機構を介さすに日本行きの航空券を購入したが、そのことを当時の審判部長ケーシー・デービスに咎められた。その際ユダヤ人を差別する発言をしたという理由で、1月31日に10日間の出場停止処分を受け、来日のメンバーから外された。後日フローミングはこのことを反省しデービスに謝罪をしている。

- 2007年のクリーブランド・インディアンズとニューヨーク・ヤンキースによるディビジョンシリーズ第2戦でのこと、8回にヤンキースのリリーフでマウンドに上がっていたのは、期待の若手剛速球投手ジョバ・チェンバレンだったが、登板中に突然ジェイコブス・フィールドが大量の羽虫の襲来を受ける。フローミングはこの事態に対して試合を中断をせず、防虫スプレーの散布を行っただけで試合を続行する。羽虫が顔や首筋にまとわりついたチェンバレンは調子を崩したのか、四球とワイルドピッチを連発し、ヤンキースはこの試合を落としてしまう。ヤンキースファンはフローミングに批判の声を上げたが、フローミングは「虫が出たことは過去にもある」と語っただけだった。